# ظفر ۳۰۰
ظفر ۳۰۰ یک بالگرد آزمایشی ساخت صنایع دفاع وزارت دفاع و پشتیبانی نیروهای مسلح جمهوری اسلامی ایران می‌باشد.

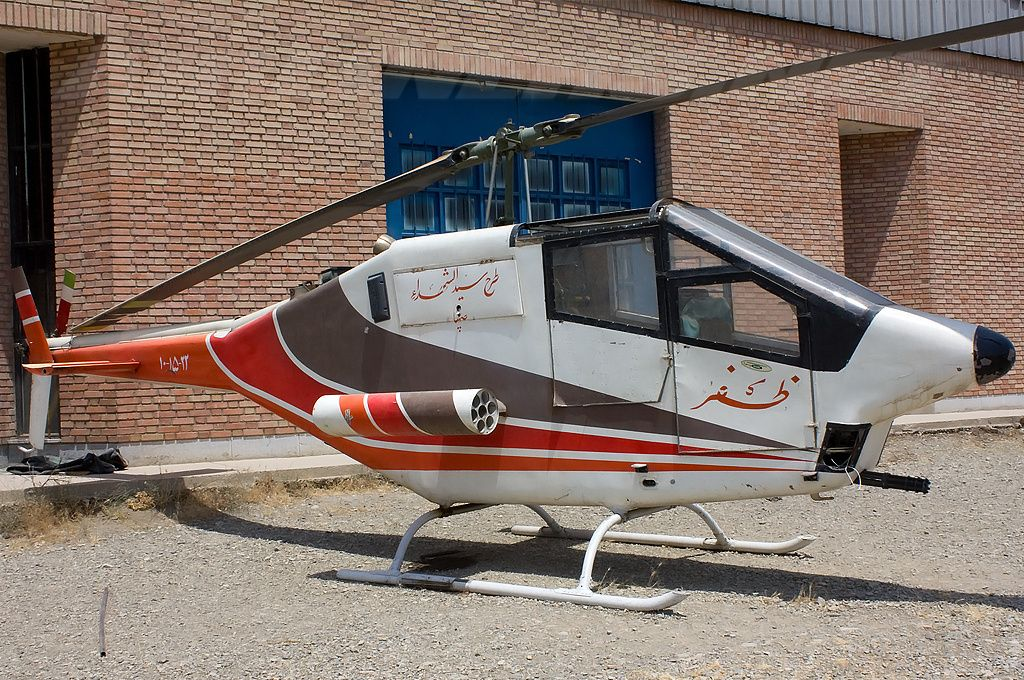
ظفر ۳۰۰

بالگرد ظفر ۳۰۰ طرحی آزمایشی بود که در بحبوحه جنگ ایران و عراق ساخته شد. بالگرد ظفر دارای یک مسلسل گاتلینگ ۷٫۶۲ میلیمتری ثابت بود که در زیر دماغه تعبیه قرار گرفته بود. همچنین دو بالواره با توان حمل و شلیک دو پاد راکت انداز ۷۰ میلیمتری هایدرا داشت که در مجموع قابلیت شلیک ۱۴ راکت را داشتند.
که پس از جنگ هشت ساله ایران و عراق دیگر استفاده نمیشود و به دلیل نبود امکانات در ان زمان با کمترین امکانات ساخته شد.